# Viatcheslav Androusenko
Viatcheslav Dmitrievitch Androusenko (russe : Вячеслав Дмитриевич Андрусенко), né le 14 mai 1992 à Moscou est un nageur russe spécialiste des épreuves de nage libre. Il participe aux Jeux olympiques d'été de 2016, où il prend part au relais 4 × 200 m nage libre qui se classe cinquième.

## Palmarès

### Championnats du monde

#### Petit bassin
- Championnats du monde 2014 à Doha ( Qatar) :
  -  Médaille de bronze du relais 4 × 200 m nage libre.

### Championnats d'Europe

#### Grand bassin
- Championnats d'Europe 2012 à Debrecen ( Hongrie) : 
  -  Médaille de bronze du relais 4 × 100 m nage libre.
- Championnats d'Europe 2018 à Glasgow ( Royaume-Uni) :
  -  Médaille d'argent du relais 4 x 200 m nage libre mixte.

#### Petit bassin
- Championnats d'Europe 2015 à Netanya ( Israël) : 
  -  Médaille de bronze du 200 m nage libre.